# Cozmești (gmina w okręgu Vaslui)
Cozmești – gmina w Rumunii, w okręgu Vaslui. Obejmuje miejscowości Bălești, Cozmești, Fâstâci i Hordilești. W 2011 roku liczyła 2202 mieszkańców.